# Lijst van schilderijen in het Rijksmuseum Amsterdam/Anonieme Spaanse schilders
Lijst van schilderijen in het Rijksmuseum Amsterdam met werken van anonieme schilders afkomstig uit Spanje.
| Inventarisnummer | Toeschrijving    | Titel                                                                                     | Datering      | Afbeelding |
| ---------------- | ---------------- | ----------------------------------------------------------------------------------------- | ------------- | ---------- |
| SK-A-3469        | Anoniem (Spanje) | Een heilige bisschop                                                                      | 1475-1500     |            |
| SK-C-311         | Anoniem (Spanje) | Portret van een man te paard                                                              | Ca. 1610-1620 |            |
| SK-A-2394        | Anoniem (Spanje) | De Emmaüsgangers                                                                          | 1620-1680     |            |
| SK-A-4489        | Anoniem (Spanje) | Zwarte madonna                                                                            | 1650-1700     |            |
| SK-A-433         | Anoniem (Madrid) | Portret van een kind, vermoedelijk prins Balthasar Carlos op ongeveer driejarige leeftijd | 1632-1650     |            |